# 王佐 (戶部尚書)
王佐（1384年—1449年），字孟輔，山東濟南府樂安州海豐縣人，明朝政治人物，正統年間官至戶部尚書。土木之變中死難。

## 生平
永樂九年（1411年）辛卯科山東鄉試舉人，入國子監，永樂十六年（1418年）授吏科給事中，洪熙元年（1425年）升吏科左給事中，宣德二年（1427年）升戶部右侍郎，巡視太倉州、臨清州、德州等地倉場。當時平江伯陳瑄稱漕卒艱苦，乞請抽調南方民夫代為轉運，明宣宗詔王佐與黃福商議，王佐回奏從陳瑄意，宣德六年（1431年）升戶部左侍郎，受命治理通州至直沽河道。
明英宗繼位後，出鎮河南，改督理甘肅軍餉，正統元年（1436年）兼理長蘆鹽課，正統三年（1439年）提督京師及通州倉場，所至事無不辦。正統六年（1441年）戶部尚書劉中敷獲罪，王佐進戶部尚書。正統十一年（1446年）訊安鄉伯張安兄弟爭祿事時連坐，下吏部獄，後獲釋。其治理財務有方，人稱君子。正統十四年（1449年）隨明英宗北伐，土木之變時死難，贈少保，成化元年（1465年）諡忠簡。

## 家族
曾祖王權；祖父王均讓；父王朴。母靳氏，薊州知州靳士文女。妻胡氏；繼妻李氏。弟王佑。子王震、王晉、王賁、王頤、王恆、王節、王豫。孫王瑜、王玹。